# Hugh Everett III
Hugh Everett III (Washington, 11 novembre 1930 – McLean, 19 luglio 1982) è stato un fisico statunitense.
Attivo principalmente all'Università di Princeton, è divenuto celebre tra i fisici per aver formulato nel 1957 l'interpretazione a molti mondi della meccanica quantistica. Il titolo originario della sua teoria era "Relative State" formulation of quantum mechanics. Solo in seguito, nella rielaborazione effettuata da Bryce DeWitt, fu ribattezzata con la denominazione con cui si è affermata.

## Biografia
Poco dopo aver completato la tesi di dottorato, nella quale elaborò e presentò per la prima volta la sua interpretazione a realtà parallele (o a "molti mondi"), scoraggiato dallo scarso interesse verso la sua teoria e dai dubbi manifestati dalla maggior parte dei fisici quantistici, tra i quali anche il famoso fisico John Wheeler, sotto la cui cattedra aveva redatto la tesi:, si allontanò dagli studi di fisica teorica pur senza abbandonare, quando necessario, la difesa del suo nuovo modello quantistico,  occupandosi di matematica e delle sue applicazioni in ambito ingegneristico e in quello militare teorico/strategico. Contribuì come matematico e logico  alla teoria dei giochi, lavorando come analista della Difesa statunitense. Ha contribuito in modo notevole agli sviluppi nell'impiego dei moltiplicatori di Lagrange in ricerca operativa, tecniche da lui stesso applicate per conto dell'IDA (Institute for Defense Analyses).
La competenza espressa nell'attività professionale gli fruttò un patrimonio pluri-milionario. Sposò Nancy Gore (poi divenuta Nancy Everett), con la quale ebbe due figli, Elizabeth Everett e Mark Oliver Everett (detto Mr. E), frontman della band statunitense Eels.
Everett morì nel sonno a casa propria per un improvviso attacco cardiaco, all'età di 51 anni.

### Interpretazione della meccanica quantistica
In meccanica quantistica, quando si effettua una misura sulla funzione d'onda di un sistema, questa collassa in un autostato dell'operatore corrispondente a quella misura; se lo stato iniziale è però una combinazione lineare di autostati, allora il sistema "effettua una scelta" su quale stato collassare, in base ai rispettivi pesi di probabilità. Secondo l'interpretazione di Everett, a ogni possibile "scelta" corrisponde un diverso universo: si potrebbe dire che, in base a tale interpretazione, non si realizza una sola fra tante possibilità, ma si realizzano sempre tutte. La sua formulazione denota uno stato dell'universo come un sistema complessivo isolato composto da un sottosistema osservabile e dal sistema restante che l'osserva: i due sottosistemi evolvono insieme, scindendo l'iniziale universo nelle realtà che conseguono.
Al momento, tuttavia, questa interessante ipotesi non è ancora in grado di fare predizioni, se non quelle già incluse nella meccanica quantistica "ordinaria". La mancanza di predizioni rende la teoria non falsificabile né verificabile, facendola rientrare più nell'ambito della speculazione metafisica ed epistemologica che della fisica.